# Sóng tải
Trong lĩnh vực viễn thông, sóng tải hay sóng mang là một dạng sóng (thường là sóng hình sin) được điều biến với một tín hiệu nhập liệu (còn gọi là sóng điều biến) nhằm mục đích chuyển vận thông tin. Sóng tải thường có tần số cao hơn so với tần số của tín hiệu mà nó truyền tải. Chức năng của sóng tải thường là dùng để truyền các thông tin xuyên qua không gian như là một sóng điện từ (ví dụ như liên lạc bằng sóng vô tuyến) hay là cho phép vài sóng tải tần số khác nhau có thể chia sẻ chung một môi trường phát sóng vật lý bằng phương pháp ghép kênh phân chia theo tần số (ví dụ như trong trường hợp của hệ thống truyền hình cáp). 
Điều chế tần số (frequency modulation - FM) và điều chế biên độ (amplitude modulation - AM) là hai lãnh vực thường xuyên sử dụng các phương pháp để điều biến sóng tải. Trong trường hợp điều chế đơn biên hay điều chế SSB (single-sideband modulation - SSB) thì sóng tải bị triệt tiêu (and in some forms of SSB eliminated). Sóng tải phải được đưa vào trở lại bởi một bộ dao động phách (beat frequency oscillator - BFO).
Tần số của một đài phát thanh hay đài truyền hình thực chất là tần số trung tâm của sóng tải.

## Định nghĩa
Trong lĩnh vực viễn thông, thuật ngữ tải, sóng tải, sóng mang (tiếng Anh: carrier, cxr, carrier wave) có các nghĩa sau đây:
1. Một dạng sóng thích hợp cho việc điều biến bởi một tín hiệu mang thông tin.
2. Một bức xạ điện từ chưa được điểu biến. Sóng tải thường là sóng hình sin hay là một chuỗi những xung động đồng nhất hoặc có thể đoán trước được.
3. Đôi khi "tải" cũng mang nghĩa là một hệ thống tải hay là một công ty cung cấp viễn thông, tỉ như là một hãng truyền thông công cộng.

## Hệ thống điều biến không tải
Các dạng truyền thống vô tuyến hiện đại hơn như trải phổ (spread spectrum - SS) và băng siêu rộng (ultra-wideband - UWB) không truyền phát một sóng tải quy ước, nor does ghép kênh phân chia theo tần số trực giao (Orthogonal frequency-division multiplexing - OFDM, nó được sử dụng trong đường dây thuê bao dạng số và trong tiêu chuẩn của châu Âu dành cho truyền hình độ phân giải cao.
- Ghép kênh phân chia theo tần số trực giao nên được xem như là một mạng lưới của các sóng tải đối xứng. The rules governing carrier wave propagation affect OFDM differently than 8VSB.
- Một số dạng truyền tín hiệu trải phổ và phần lớn các dạng băng siêu rộng - theo định nghĩa về mặt toán học - không bao hàm sóng tải. Các thiết bị bổ sung của một máy phát thông thường sẽ sản sinh ra các sóng tải thặng dư, các sóng thặng dư này có thể được nhận diện và truyền tải như sóng chính.